# كاريس (مغني راب)
كاريس (بالفرنسية: Kaaris)‏ وإسمه الحقيقي غناكوري أرماند أوكو (بالفرنسية: Gnakouri Armand Okou)‏ من مواليد 30 يناير 1980 في أبيدجان عاصمة ساحل العاج. وهو مغني راب فرنسي ينشط في فرنسا.